# エールリヒア症
エールリヒア症またはエーリキア症(英: ehrlichiosis)とは、単球に感染する感染症。

## 解説
アナプラズマ科の属するエールリヒア属とアナプラズマ属の偏性細胞内寄生細菌を原因とする。ヒトに感染症を引き起こすものとして5種が知られている。
- Anaplasma phagocytophilum（ヒト顆粒球アナプラズマ症を引き起こす）
- Ehrlichia ewingii（en:human ewingii ehrlichiosisを引き起こす）
- E. chafeensis（ヒト単球エールリヒア症を引き起こす）
- E. canis
- Neorickettsia sennetsu[1]。

後2者による感染症はあまり研究されていない。近年、新たに発見されたパノーラ山エールリヒア種（英語: Panola Mountain Ehrlichia）によるヒトの感染症が報告されている。  
エールリヒア症はイヌにも影響する。